# سيستاميبي
سيستاميبي (كما يعرف أيضاً بالاسم التجاري كارديوليت) هو دواء مستخدم في التصوير التشخيصي الطبي في مجال الطب النووي. الدواء هو معقد تناسقي كيميائياً يتألف من مركز من نويدة تكنيشيوم-99m المشعة المرتبطة بست ربيطات من ميثوكسي إيزوبوتيل إيزونتريل (MIBI).
أصبح الدواء المكافئ من هذا العقار متوفراً في سنة 2008. يستخدم هذا العقار بشكل رئيس في تصوير القلب. تجرى عملية تصوير القلب على مرحلتين، الأولى في حالة الراحة والثانية في حالة الإجهاد ثم المقارنة بينهما قبل أخذ الدواء وبعدهق من أجل التمييز بين نقص التروية من الاحتشاء في عضلة القلب. ولتقنية التصوير هذه حساسية تقارب 90%. تكون الصور في طور الراحة مفيدة في الكشف عن أضرار الأنسجة، في حين أن الصور في طور الإجهاد مفيدة في الكشف عن حالات نقص التروية في الشرايين التاجية.